# Varanus marmoratus
Варан мармуровий (Varanus marmoratus) — представник родини варанових.

## Опис
Це великий вид варанів. Може сягати 200 см завдовжки, з яких приблизно 120 см хвоста. Середня вага 3 кг, максимальна 7.2 кг. Забарвлення темно-сіре зі неправильними білуватими плямами на голові й невиразними поперечними рядами білих плям на спині. Щоки та горло білуваті з численними темними плямами. Живіт Білуватий з сіткою неправильних темних поперечних смуг. Низ хвоста білуватий до живота, ближче до кінця темно-сірий. 

## Спосіб життя
Денний вид. Це спеціалізований хижак, котрий полює на малих порівняно з розміром варана тварин (амфібії, риба, рептилії, птахи й ссавці (переважно гризуни)). Спостерігалось як V. marmoratus упіймав молодого Macaca fascicularis philippinensis. Репродуктивна активність ймовірно суворо сезонна.

## Розповсюдження
Знайдений на різних островах півночі Філіппін. Переважні місця проживання: мангрові зарості. Тварини терпимі до деградації середовища проживання, і регулярно записані у вторинних лісах, порушених лісових і сільськогосподарських районах.

## Загрози та охорона
Здається, нема ніяких серйозних загроз для цього виду, хоча значною мірою потерпає від торгівлі тваринами. Цей вид був записаний з багатьох охоронних територіях. Занесений до Додатка II СІТЕС.